# Södra Rörums församling
Södra Rörums församling var en församling i Lunds stift och i Hörby kommun. Församlingen uppgick 2002 i Hörby församling.

## Administrativ historik
Församlingen har medeltida ursprung. 
Församlingen var till 1962 i pastorat med Häglinge församling, till 18 juni 1632 som annexförsamling, därefter som moderförsamling. Från 1962 till 1974 var församlingen annexförsamling i pastoratet Fulltofta, Äspinge, Södra Rörum och Svensköp. Från 1974 var den annexförsamling i pastoratet Hörby, Lyby, Fulltofta, Äspinge, Södra Rörum, och Svensköp. Församlingen uppgick 2002 i Hörby församling.

## Kyrkor
- Södra Rörums kyrka